# Långsjön (Västra Eds socken, Småland)
Långsjön är en sjö i Västerviks kommun i Småland och ingår i Storåns huvudavrinningsområde. Sjön har en area på 0,133 kvadratkilometer och ligger 58 meter över havet.

## Delavrinningsområde
Långsjön ingår i det delavrinningsområde (643422-153471) som SMHI kallar för Mynnar i Storsjön. Medelhöjden är 65 meter över havet och ytan är 26,93 kvadratkilometer. Det finns inga avrinningsområden uppströms utan avrinningsområdet är högsta punkten. Ålkärrsbäcken som avvattnar avrinningsområdet har biflödesordning 2, vilket innebär att vattnet flödar genom totalt 2 vattendrag innan det når havet efter 11 kilometer. Avrinningsområdet består mestadels av skog (62 procent) och jordbruk (21 procent). Avrinningsområdet har 1,42 kvadratkilometer vattenytor vilket ger det en sjöprocent på 5,3 procent.